# Chiesa dell'Assunzione di Maria Vergine (Corniglio, capoluogo)
La chiesa dell'Assunzione di Maria Vergine è un luogo di culto cattolico dalle forme barocche, situato in via Santa Maria 3 a Corniglio, in provincia e diocesi di Parma; è sede di una parrocchia compresa nella zona pastorale della Montagna.

## Storia
La presenza di una chiesa a Corniglio è attestata a partire dal XV-XVI secolo; nel Seicento l'edificio fu interessato da un ampliamento che portò alla realizzazione di due cappelle laterali.
Nel 1716 si provvide a costruire il coro e nel 1736 fu eretta la torre campanaria; nei decenni successivi vennero condotti ulteriori lavori, in occasione dei quali si edificarono nel 1762 la sagrestia, nel 1770 la terza cappella laterale e nel 1797 la quarta.
Il campanile venne lesionato nel 1802 essendo stato colpito da una folgore e nel 1881 la parrocchiale fu rimaneggiata e sopraelevata.
Nei primi anni 2000 l'interno della chiesa venne restaurato e adeguato alle norme postconciliari; danneggiata durante l'evento sismico del 2012, la struttura fu interessata da un restauro terminato nel 2014.

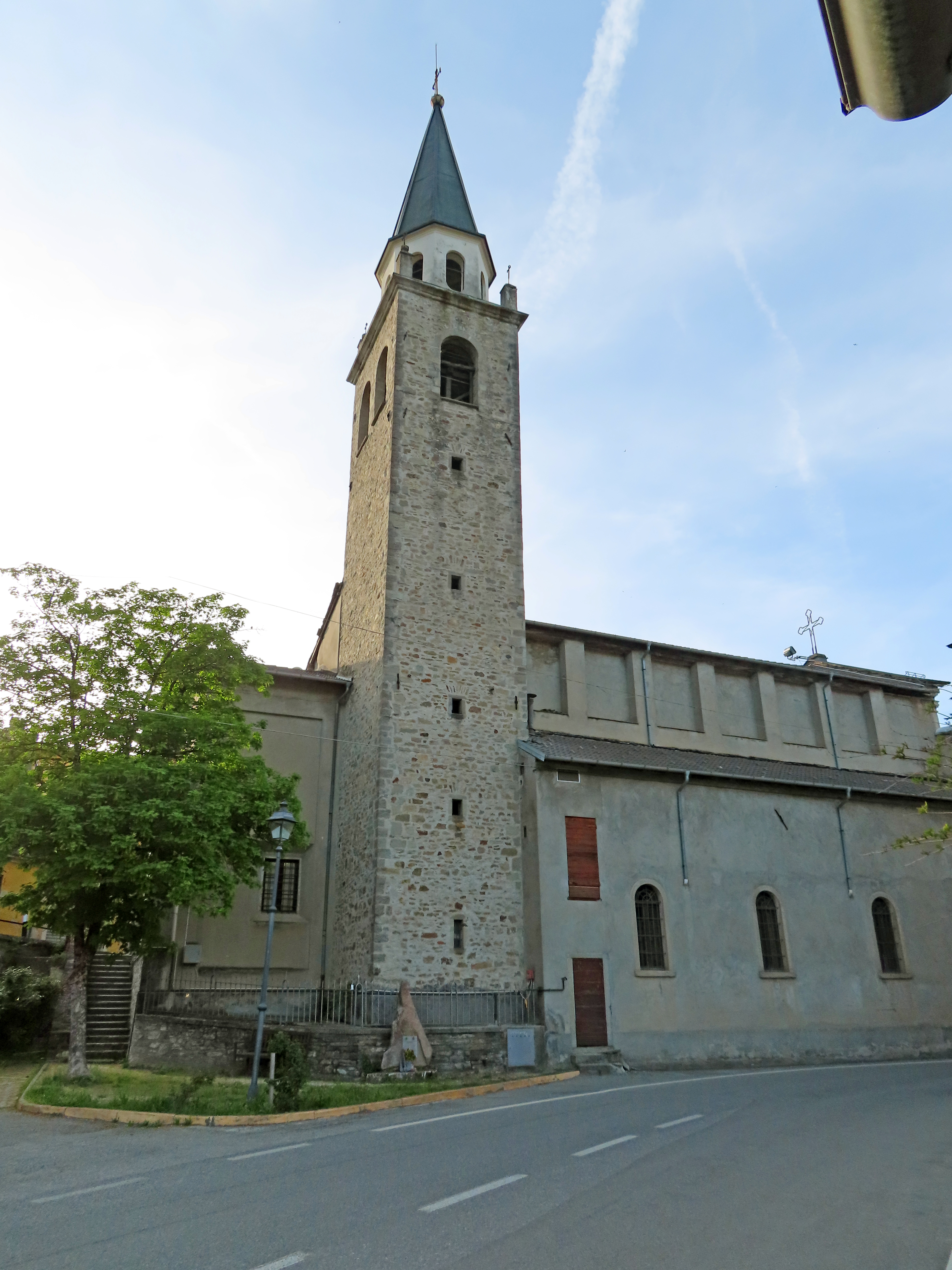
Il campanile

## Descrizione

### Esterno
La facciata a salienti della chiesa, rivolta a nordest, è suddivisa da una doppia cornice marcapiano in due registri, entrambi scanditi da lesene; quello inferiore presenta al centro il portale maggiore, sormontato dal timpano semicircolare, e ai lati gli ingressi laterali architravati e due finestre, mentre quello superiore, affiancato da volute, presenta una finestra a mezzaluna ed è coronata dal frontone triangolare.
Annesso alla parrocchiale è il campanile a pianta quadrata, la cui cella presenta su ogni lato una bifora ed è coronata dalla guglia poggiante sul tamburo a base ottagonale, caratterizzato da aperture su ogni lato.

### Interno
L'interno dell'edificio si compone di un'unica navata, sulla quale si affacciano le cappelle laterali coperte da volta a botte unghiata e le cui pareti sono scandite da lesene sorreggono la trabeazione, sulla quale si imposta la volta a botte; al termine dell'aula si sviluppa il presbiterio, rialzato di qualche gradino, voltato a vela e chiuso dall'abside.
Sotto l'altare maggiore si trova un'urna contenente le reliquie dei santi patroni del paese, San Lucio e Sant'Amanzio, secondo la tradizione rinvenute nella spianata del castello.

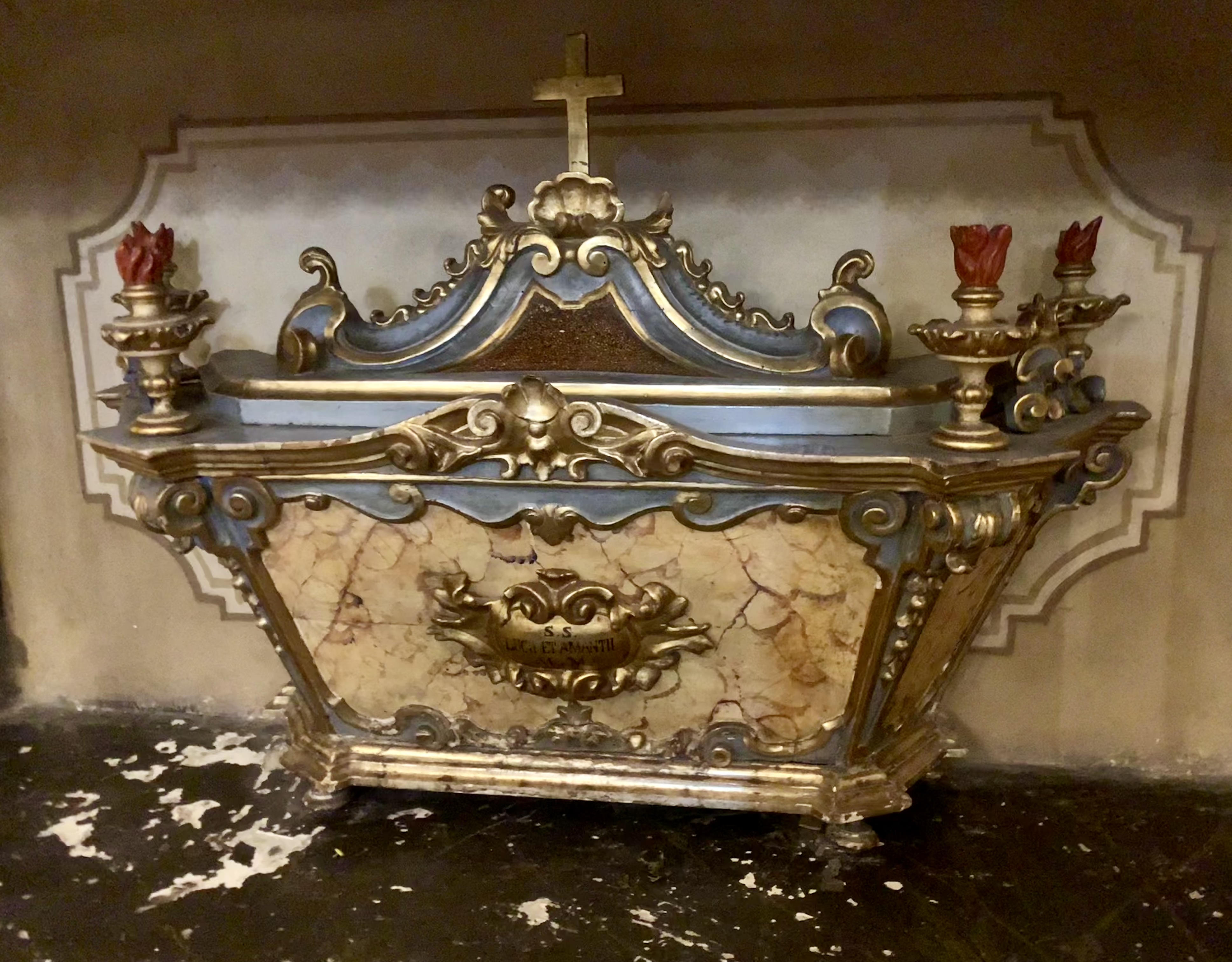
Reliquie dei Santi Lucio e Amanzio